# Ancema polyorketes
Ancema polyorketes är en fjärilsart som beskrevs av Hans Fruhstorfer 1912. Ancema polyorketes ingår i släktet Ancema och familjen juvelvingar. Inga underarter finns listade i Catalogue of Life.